# メイン州の都市圏の一覧

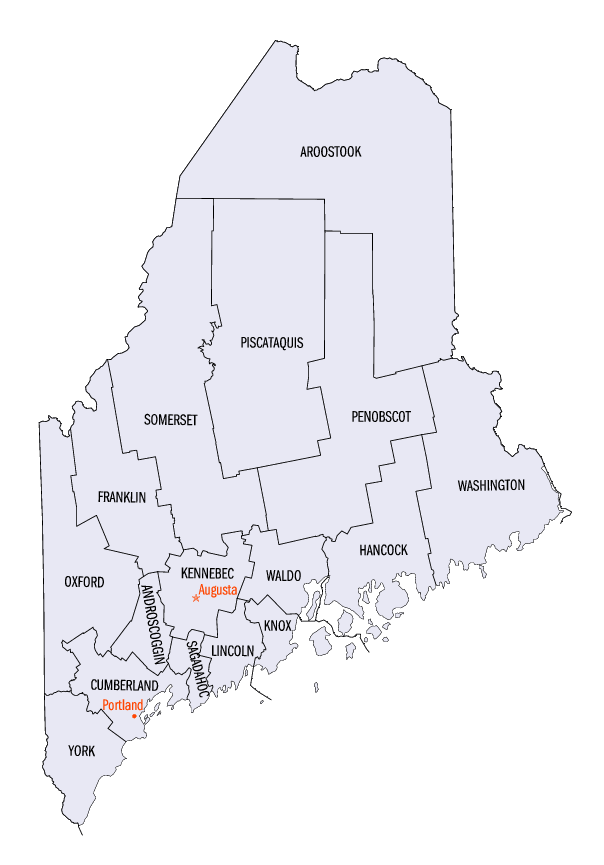
メイン州の16郡を示す地図

本項目はメイン州の都市圏の一覧（メインしゅうのとしけんのいちらん）である。
アメリカ合衆国国勢調査局は、メイン州に合同統計地域（CSA/広域都市圏）1ヶ所、大都市統計地域（MSA/都市圏）3ヶ所、および小都市統計地域（μSA/小都市圏）1ヶ所を定義している。下表には、左列より以下の情報を示す。
- 合同統計地域（定義されている場合）の名称
- 合同統計地域の人口
- コアベース統計地域（大都市統計地域および小都市統計地域）の名称
- コアベース統計地域の人口
- 各統計地域に含まれる郡の名称
- 各統計地域に含まれる郡の人口

下表における人口の数値はすべて2020年に行われた国勢調査時のものである。また、合同統計地域、コアベース統計地域（大都市統計地域・小都市統計地域）のいずれも、2023年7月21日時点での定義に従う。
| 合同統計地域                                           | 人口         | コアベース統計地域                     | 人口         | 郡                   | 人口    |
| ------------------------------------------------------ | ------------ | -------------------------------------- | ------------ | -------------------- | ------- |
| ポートランド・ルイストン・サウスポートランド広域都市圏 | 662,879      | ポートランド・サウスポートランド都市圏 | 551,740      | カンバーランド郡     | 303,069 |
| ポートランド・ルイストン・サウスポートランド広域都市圏 | 662,879      | ポートランド・サウスポートランド都市圏 | 551,740      | ヨーク郡             | 211,972 |
| ポートランド・ルイストン・サウスポートランド広域都市圏 | 662,879      | ポートランド・サウスポートランド都市圏 | 551,740      | サガダホク郡         | 36,699  |
| ポートランド・ルイストン・サウスポートランド広域都市圏 | 662,879      | ルイストン・オーバーン都市圏           | 111,139      | アンドロスコッギン郡 | 111,139 |
|                                                        |              | バンゴー都市圏                         | 152,199      | ペノブスコット郡     | 152,199 |
|                                                        |              | オーガスタ・ウォータービル小都市圏     | 123,642      | ケネベック郡         | 123,642 |
| （設定無し）                                           | （設定無し） | （設定無し）                           | （設定無し） | アルーストック郡     | 67,105  |
| （設定無し）                                           | （設定無し） | （設定無し）                           | （設定無し） | オックスフォード郡   | 57,777  |
| （設定無し）                                           | （設定無し） | （設定無し）                           | （設定無し） | ハンコック郡         | 55,478  |
| （設定無し）                                           | （設定無し） | （設定無し）                           | （設定無し） | サマーセット郡       | 50,477  |
| （設定無し）                                           | （設定無し） | （設定無し）                           | （設定無し） | ノックス郡           | 40,607  |
| （設定無し）                                           | （設定無し） | （設定無し）                           | （設定無し） | ウォルド郡           | 39,607  |
| （設定無し）                                           | （設定無し） | （設定無し）                           | （設定無し） | リンカーン郡         | 35,237  |
| （設定無し）                                           | （設定無し） | （設定無し）                           | （設定無し） | ワシントン郡         | 31,095  |
| （設定無し）                                           | （設定無し） | （設定無し）                           | （設定無し） | フランクリン郡       | 29,456  |
| （設定無し）                                           | （設定無し） | （設定無し）                           | （設定無し） | ピスカタキス郡       | 16,800  |

## 註
1. ↑  QuickFacts. U.S. Census Bureau. 2020年.
2. ↑  OMB Bulletin No. 23-01, Revised Delineations of Metropolitan Statistical Areas, Micropolitan Statistical Areas, and Combined Statistical Areas, and Guidance on Uses of the Delineations of These Areas. Office of Management and Budget. 2023年7月21日.